# Saison 7 de Grey's Anatomy : Station 19
 (juin 2024).
Si vous disposez d'ouvrages ou d'articles de référence ou si vous connaissez des sites web de qualité traitant du thème abordé ici, merci de compléter l'article en donnant les références utiles à sa vérifiabilité et en les liant à la section « Notes et références ».
Chronologie
Saison 6
Cet article présente le guide des épisodes de la septième et dernière saison de la série télévisée américaine Grey's Anatomy : Station 19.

## Distribution

### Acteurs principaux
- Jaina Lee Ortiz (VF : Stéphanie Hédin) : capitaine Andrea « Andy » Herrera, chef de la Station 19
- Jason George (VF : Denis Laustriat) : Ben Warren, pompier
- Grey Damon (VF : Thibaut Lacour) : Jack Gibson, lieutenant
- Barrett Doss (en) (VF : Déborah Claude) : Victoria « Vic » Hughes, pompière
- Jay Hayden (en) (VF : Valentin Merlet) : Travis Montgomery, pompier
- Danielle Savre (VF : Ariane Aggiage) : Maya Bishop, pompier, lieutenant
- Boris Kodjoe (VF : Daniel Njo Lobé) : Robert Sullivan, lieutenant
- Stefania Spampinato (VF : Audrey Sourdive) : Dre Carina DeLuca
- Carlos Miranda (VF : Julien Allouf) : Theo Ruiz, lieutenant
- Josh Randall (VF : Philippe Valmont) : Sean Beckett, capitaine
- Merle Dandridge (VF : Laura Zichy) : Capitaine Natasha Ross, chef des pompiers

### Acteurs récurrents
- Lachlan Buchanan (VF : Jim Redler) : Emmett Dixon
- Rob Heaps : Eli Stern
- Chandra Wilson (VF : Zaïra Benbadis) : Dre Miranda Bailey
- Kiele Sanchez : Kate Powell
- Johnny Sibilly : Dominic Amaya

### Invités
- Jayne Taini (VF : Colette Venhard) : Marsha Smith
- Tricia O'Kelley : Kitty Dixon
- Emerson Brooks : Le maire Robel Osman
- Okieriete Onaodowan (en) (VF : Namakan Koné) : Dean Miller
- Tracie Thoms (VF : Nathalie Homs): Dre Diane Lewis

### Invités deGrey's Anatomy
- Caterina Scorsone (VF : Elisabeth Ventura) : Dr Amelia Shepherd (épisode 1)
- Jaicy Elliot (VF : Diane Kristanek) : Dr Taryn Helm (épisodes 9 et 10)

## Épisodes

### Épisode 1:Femmes aux commandes
- États-Unis /  Canada : 14 mars 2024 sur ABC / CTV
- Suisse : 5 octobre 2024 sur RTS 1
- France : 18 mars 2025 sur Disney+ / 21 mai 2025 sur TF1

- États-Unis : 2,79 millions de téléspectateurs (première diffusion)

- Caterina Scorsone : Dr Amelia Shepherd

### Épisode 2:Un dernier adieu
- États-Unis /  Canada : 21 mars 2024 sur ABC / CTV
- Suisse : 5 octobre 2024 sur RTS 1
- France : 18 mars 2025 sur Disney+ / 21 mai 2025 sur TF1

- États-Unis : 2,62 millions de téléspectateurs (première diffusion)

### Épisode 3:La Marche des Fiertés
- États-Unis /  Canada : 28 mars 2024 sur ABC / CTV
- Suisse : 12 octobre 2024 sur RTS 1
- France : 18 mars 2025 sur Disney+ / 28 mai 2025 sur TF1

- États-Unis : 2,48 millions de téléspectateurs (première diffusion)

### Épisode 4:Un jour de pleine lune
- États-Unis /  Canada : 4 avril 2024 sur ABC / CTV
- Suisse : 12 octobre 2024 sur RTS 1
- France : 18 mars 2025 sur Disney+ / 28 mai 2025 sur TF1

- États-Unis : 2,57 millions de téléspectateurs (première diffusion)

### Épisode 5:Explosion au sommet
- États-Unis /  Canada : 11 avril 2024 sur ABC / CTV
- Suisse : 19 octobre 2024 sur RTS 1
- France : 18 mars 2025 sur Disney+ / 11 juin 2025 sur TF1

- États-Unis : 2,40 millions de téléspectateurs (première diffusion)

### Épisode 6:Il faut sauver le soldat Morris
- États-Unis /  Canada : 2 mai 2024 sur ABC / CTV
- Suisse : 19 octobre 2024 sur RTS 1
- France : 18 mars 2025 sur Disney+ / 11 juin 2025 sur TF1

- États-Unis : 2,16 millions de téléspectateurs (première diffusion)

### Épisode 7:La Cérémonie dans les bois
- États-Unis /  Canada : 9 mai 2024 sur ABC / CTV
- Suisse : 26 octobre 2024 sur RTS 1
- France : 18 mars 2025 sur Disney+ / 18 juin 2025 sur TF1

- États-Unis : 2,31 millions de téléspectateurs (première diffusion)

### Épisode 8:Entre deux mondes
- États-Unis /  Canada : 16 mai 2024 sur ABC / CTV
- Suisse : 26 octobre 2024 sur RTS 1
- France : 18 mars 2025 sur Disney+ / 18 juin 2025 sur TF1

- États-Unis : 1,93 million de téléspectateurs (première diffusion)

### Épisode 9:Le Grand Incendie
- États-Unis /  Canada : 23 mai 2024 sur ABC / CTV
- Suisse : 2 novembre 2024 sur RTS 1
- France : 18 mars 2025 sur Disney+ / 25 juin 2025 sur TF1

- États-Unis : 2,40 millions de téléspectateurs (première diffusion)

- Jaicy Elliot : Dr Taryn Helm

### Épisode 10:Penser à demain
- États-Unis /  Canada : 30 mai 2024 sur ABC / CTV
- Suisse : 10 novembre 2024 sur RTS 1
- France : 18 mars 2025 sur Disney+ / 25 juin 2025 sur TF1

- États-Unis : 2,90 millions de téléspectateurs (première diffusion)

- Jaicy Elliot : Dr Taryn Helm
- Okieriete Onaodowan (en) : Dean Miller
- BJ Tanner : Tuck
- Tracie Thoms : Dre Diane Lewis

- Il s'agit de la troisième et dernière partie d'un cross-over avec l'épisode 10 de la saison 20 de Grey's Anatomy.
- Final de la série.